# Caritas Liban
Caritas Liban (arabe : كاريتاس لبنان, anglais : Caritas Lebanon) est une organisation caritative libanaise créée en 1976. Elle est l'organisation d'aide officielle de l'Église catholique au Liban et met en œuvre des services d'aide sociale et fournit de l'aide humanitaire. Elle est l'une des ONGs les plus connues et les plus importantes du pays,,, et un membre de Caritas Internationalis et de Caritas MONA (en).

## Historique et travail
Le prédécesseur de Caritas Liban a été créé en 1972 par Elie Mamery, un jésuite libanais, à Sidon dans le sud du pays. Les activités initiales comprenaient la distribution d'articles de soins primaires, tels que des médicaments et des vêtements, aux familles dans le besoin dans les villages limitrophes. Au cours des années suivantes, l'organisation ouvre des centres sociaux, des centres médicaux et des cliniques mobiles, qui deviennent encore plus importants avec le déclenchement de la guerre civile libanaise (1975-1990) et le déplacement de personnes qu'elle provoque.
En 1976, l'organisation prend son nom actuel et les évêques et patriarches de l'Église catholique au Liban reconnaissent officiellement Caritas comme l'organe socio-pastoral de l'Église au Liban.
Le réseau de 60 centres sanitaires et sociaux de Caritas Liban s'étend sur une grande partie du pays, fournissant des services à la fois à la population locale et aux réfugiés. En outre, ses cliniques mobiles parcourent le pays, en particulier les zones rurales.
Depuis les années 1990, Caritas Liban s'est également spécialisée dans le soutien aux migrants et la défense de leurs droits au Liban. Le Centre des migrants de Caritas Liban (CLMC) aide des milliers de migrants chaque année par le biais de services tels que le soutien psychosocial, l'orientation, l'assistance sociale, l'aide médicale, l'aide juridique, la formation et l'hébergement.
À la suite de la crise et de la récession économique au Liban depuis 2019, le nombre de personnes cherchant de l'aide auprès de Caritas a augmenté de manière significative,,.